# Droga nr 49 (Islandia)
Droga 49, Nesbraut (isl. Þjóðvegur 49) – droga główna (centralna) w Islandii o długości 10,8 km łącząca drogę 1 w Reykjavíku z Seltjarnarnes. Łączy ona główne drogi stolicy: drogę 1 z drogą 40 i drogą 41. W Reykjavíku tworzą ją ulice: Vesturlandsvegur, Miklabraut, Hringbraut i Eiðsgrandi.

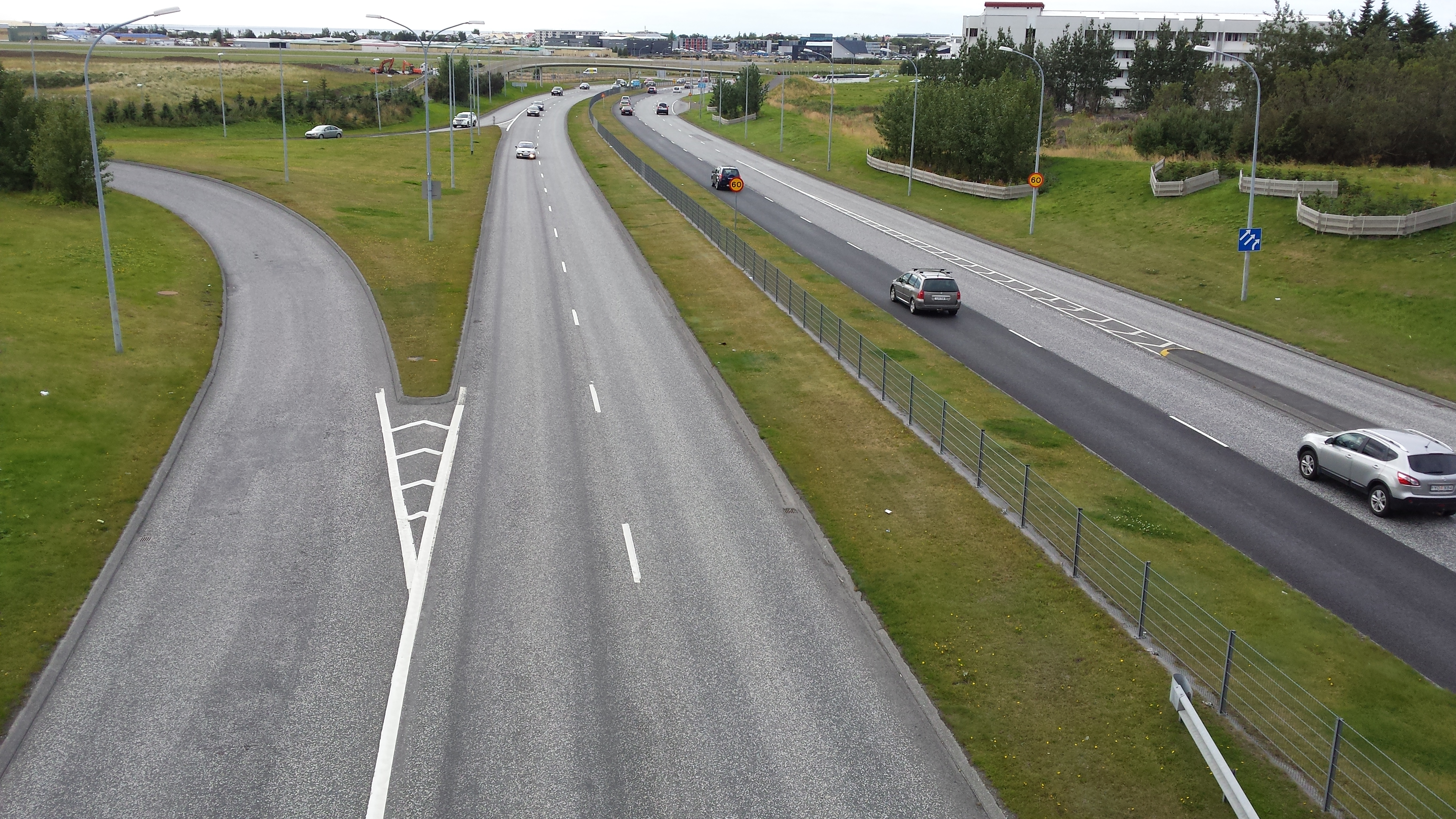
Droga 49 w Reykjaviku (widok z wiaduktu ul. Bústaðavegur w kierunku Seltjarnarnes